# Leon Rapszewicz
Leon Rapszewicz (ur. 18 czerwca 1894, zm. 5 listopada 1967 w Gdańsku) – podpułkownik piechoty Wojska Polskiego, kawaler Orderu Virtuti Militari.

## Życiorys
Został przyjęty do Wojska Polskiego i przydzielony do Wileńskiego pułku strzelców, w którym dowodził kompanią, a od kwietnia 1920 roku – III batalionem. W szeregach tego pułku walczył na wojnie z bolszewikami.
1 czerwca 1921 roku, w stopniu kapitana nadal pełnił służbę w Wileńskim pułku strzelców, który wkrótce otrzymał numer „85”. 3 maja 1922 roku został zweryfikowany w stopniu majora ze starszeństwem z dniem 1 czerwca 1919 roku i 504. lokatą w korpusie oficerów piechoty, a jego oddziałem macierzystym był nadal 85 pułk piechoty. 10 lipca 1922 roku został zatwierdzony na stanowisku dowódcy batalionu w 71 pułku piechoty w Ostrowi Łomżyńskiej. W następnym roku dowodził I batalionem tego pułku. Z dniem 1 października 1923 roku został odkomenderowany z macierzystego pułku do Powiatowej Komendy Uzupełnień Starogard na stanowisko I referenta. W kwietniu 1924 roku został przydzielony do PKU Starogard na stanowisko I referenta, pozostając oficerem nadetatowym 71 pp. W lutym 1926 roku został przeniesiony do macierzystego 71 pp z pozostawieniem w Starogardzie, w dyspozycji dowódcy Okręgu Korpusu Nr VIII. We wrześniu tego roku został przydzielony do PKU Krzemieniec na stanowisko kierownika I referatu. W grudniu 1927 roku został przeniesiony do kadry oficerów piechoty z pozostawieniem na dotychczas zajmowanym stanowisku. 23 stycznia 1929 roku został mianowany podpułkownikiem ze starszeństwem z dniem 1 stycznia 1929 roku i 15. lokatą w korpusie oficerów piechoty. W marcu tego roku został przesunięty ze stanowiska kierownika I referatu na stanowisko komendanta PKU Krzemieniec. W czerwcu 1933 roku został przydzielony do PKU Łuniniec na stanowisko komendanta. Z dniem 31 sierpnia 1934 roku został przeniesiony w stan spoczynku.
Po kampanii wrześniowej 1939 był internowany w obozie na Litwie.
Zmarł 5 listopada 1967 roku w Gdańsku. Został pochowany 8 listopada 1967 roku na cmentarzu Oliwskim (kwatera 3-9-2).
Był mężem Heleny z Czechowskich (1904–1971).

## Ordery i odznaczenia
- Krzyż Srebrny Orderu Wojskowego Virtuti Militari[21] – 15 marca 1921[22]
- Krzyż Walecznych czterokrotnie[23]
- Medal Niepodległości – 27 czerwca 1938[24]
- Krzyż Zasługi Wojsk Litwy Środkowej – 3 marca 1926[25]